# Miniera di sale di Bochnia
La miniera di sale di Bochnia (in polacco kopalnia soli w Bochni), situata nella città di Bochnia, è il più antico sito per l'estrazione del sale del paese. Installata tra XII e XIII secolo, divenne parte delle Żupy krakowskie, la grande azienda di fondazione reale che gestiva l'estrazione e la lavorazione del sale, e fu chiusa dopo la prima guerra mondiale. È entrata a far parte del patrimonio dell'umanità nel 2013 come seconda estensione del sito della miniera di sale di Wieliczka, riconosciuto sin dal 1978.
Un'area è convertita in un sanatorio e un'altra in una chiesa.